# Associazione Calcio Como 1967-1968
Questa pagina raccoglie le informazioni riguardanti l'Associazione Calcio Como nelle competizioni ufficiali della stagione 1967-1968.

## Rosa
| N. |                   | Ruolo | Calciatore        |
| -- | ----------------- | ----- | ----------------- |
|    | Italia (bandiera) | P     | Antonio Lonardi   |
|    | Italia (bandiera) | D     | Bruno Ballarini   |
|    | Italia (bandiera) | D     | Giovanni Barzaghi |
|    | Italia (bandiera) | D     | Enrico Boriani    |
|    | Italia (bandiera) | D     | Alfredo Magni     |
|    | Italia (bandiera) | D     | Luigi Paleari     |
|    | Italia (bandiera) | C     | Ettore Frigerio   |
|    | Italia (bandiera) | C     | Giancarlo Mambrin |
|    | Italia (bandiera) | C     | Attilio Perotti   |

| N. |                   | Ruolo | Calciatore        |
| -- | ----------------- | ----- | ----------------- |
|    | Italia (bandiera) | C     | Giovanni Pirola   |
|    | Italia (bandiera) | C     | Pietro Pittofrati |
|    | Italia (bandiera) | C     | Renzo Rossi       |
|    | Italia (bandiera) | C     | Alberto Sironi    |
|    | Italia (bandiera) | C     | Giorgio Veneri    |
|    | Italia (bandiera) | A     | Bruno Bianchi     |
|    | Italia (bandiera) | A     | Giuseppe Cattaneo |
|    | Italia (bandiera) | A     | Gianni Comini     |
|    | Italia (bandiera) | A     | Mario Musiello    |